# The Story of Stuff
The Story of Stuff ist ein animierter Dokumentarkurzfilm über den Lebenszyklus von Waren. Die Dokumentation kritisiert exzessiven Konsum und befürwortet Nachhaltigkeit.
Das Drehbuch wurde von Filmemacherin Annie Leonard geschrieben, welche zusätzlich als Sprecherin fungierte. Finanziert wurde der Film von der Tides Organisation, Funders Workgroup for Sustainable Production and Consumption, Free Range Studios und anderen Organisationen. Der Film wurde von Free Range Studios produziert und im Dezember 2007 zum ersten Mal online gezeigt.
Das Video wird unter anderem in Grundschulen, Universitäten, Kunstprogrammen, Wirtschaftskursen und Nachhaltigkeitsprogrammen in Unternehmen verwendet.
Bis Februar 2009 wurde das Video bereits in 228 Länder und Gebieten aufgerufen. Laut der Los Angeles Times (Stand Juli 2010) wurde der Film in 15 Sprachen übersetzt und von mehr als 12 Millionen Menschen angesehen.

## Inhalt
Das 20-minütige Video zeigt eine kritische Sicht der Konsumgesellschaft, mit Fokus auf die Vereinigten Staaten. Es soll „die Verbindungen zwischen einer Vielzahl von ökologischen und sozialen Problemen aufdecken, und ruft dazu auf, gemeinsam eine gerechtere und nachhaltigere Welt zu schaffen“. Der Film teilt sich in sieben Kapitel: Einführung, Rohstoffgewinnung, Produktion, Vertrieb, Konsum, Entsorgung und eine Alternative.
Das Video beschreibt die Wirtschaft materieller Waren als ein System, dass sich in Rohstoffgewinnung, Produktion, Vertrieb, Konsum und Entsorgung aufteilen lässt. Um die Probleme des Systems darzustellen, erweitert Leonard dieses Modell außerdem um Menschen, Regierungen und Unternehmen.
Leonards These “you cannot run a linear system on a finite planet indefinitely” (Annie Leonard, deutsch: „ein lineares System ist auf einem endlichen Planeten nicht nachhaltig“) wird im Video mit statistischen Daten untermauert. Zwar enthält das Video selbst keine Quellen für ihre Aussagen, allerdings stellt die Produktionsfirma ein annotiertes Drehbuch zur Verfügung, welches Fußnoten mit Erklärungen und Referenzen für die Behauptungen enthält:
- “... more than 50 % of our federal tax money is now going to the military...” (Annie Leonard, deutsch: „... mehr als 50 % unserer Staatsausgaben kommen dem Militär zugute...“) Sie zitiert die Website der War Resisters League, wobei sich die Zahl von den offiziellen Berichten der amerikanischen Regierung unterscheidet. Letztere bewertet den Anteil mit ungefähr 20–25 %.[6] Die WRL erklärt den Unterschied dadurch, dass sie keine Treuhandfonds wie Social Security berücksichtigt (da diese Einnahmen nicht direkt aus den Einkommenssteuern stammen), Unterstützung von Veteranen als Teil von früheren militärischen Ausgaben ansieht, und außerdem 80 % der Schuldzinszahlungen miteinberechnet, mit der Begründung, dass die meisten Schulden durch weniger militärische Ausgaben verhinderbar gewesen wären.[7]
- “Of the 100 largest economies on Earth now, 51 are corporations.” (Annie Leonard, deutsch: „Von den 100 größten Wirtschaftssystemen der Welt sind 51 Unternehmen.“) Sie zitiert Anderson & Cavanagh (2000),[8] welche diese Behauptung wiederum auf die 1999 von Fortune[9] und dem World Development Report veröffentlichten Zahlen zu BIP und Unternehmensumsätzen stützt.
- “We [The U.S.] have 5 % of the world’s population but we’re consuming 30 % of the world’s resources and creating 30 % of the world’s waste.” (Annie Leonard, deutsch: „Wir [die USA] stehen für 5 % der Weltbevölkerung, aber wir konsumieren 30 % aller Rohstoffe und verursachen 30 % des weltweiten Abfalls.“) Sie zitiert Seitz (2010)[10] und ein Kapitel in Global Environmental Issues, welches der USA eine Müllerzeugung von 10 Milliarden Tonnen pro Jahr vor dem Jahrtausendwechsel zuschreibt.[11]
- “80% of the planet’s original forests are gone.” (Annie Leonard, deutsch: „80% des ursprünglichen Waldbestandes ist verschwunden.“) Sie zitiert die National Resources Defense Council Website, welche behauptet, dass nur ungefähr 20 % der ursprünglichen Wälder bestehen,[12] und die Website des Rainforest Action Network.[13]
- “In the Amazon alone, we’re losing 2000 trees a minute.” (Annie Leonard, deutsch: „Im Amazonas alleine verlieren wir 2000 Bäume pro Minute.“) Sie zitiert de Seve (2002),[14] welche die Abholzungsrate im Amazonasgebiet 1995 mit 20.000 km² pro Jahr beziffert.
- “Each of us in the U.S. is targeted with more than 3,000 advertisements a day.” (Annie Leonard, deutsch: „Auf jeden US-Amerikaner sind pro Tag mehr als 3000 Werbungen ausgerichtet.“) Diese Anzahl kommt von der American Academy of Pediatrics[15], welche diese wiederum einem Albuquerque Journal Artikel aus 1999 von Kolumnistin Ellen Goodman entnehmen.[16]
- “Each of us in the United States makes 4 1⁄2 pounds (2.04 kg) of garbage a day.” (Annie Leonard, deutsch: „Jeder US-Amerikaner verursacht ungefähr 2 kg Müll pro Tag.“) Sie zitiert die U.S. Environmental Protection Agency Website, welche angibt, dass in 2005 245,6 Millionen Tonnen Hausmüll produziert wurden.[17] Taylor & Morrissey (2004)[18] bestätigen diese Zahl.
- “Dioxin is the most toxic man made substance known to science. And incinerators are the number one source of dioxin.” (Annie Leonard, deutsch: „Dioxin ist die giftigste, von Menschen gemachte Substanz, die der Wissenschaft bekannt ist. Und Müllverbrennungsanlagen sind die Hauptverursachern von Dioxin.“) Sie zitiert Mocarelli et al.[19]

Leonard zitiert außerdem was Victor Lebow 1955 über Wirtschaftswachstum sagte:

“Our enormously productive economy... demands that we make consumption our way of life, that we convert the buying and use of goods into rituals, that we seek our spiritual satisfaction, our ego satisfaction, in consumption... we need things consumed, burned up, replaced and discarded at an ever-accelerating rate.”

„Unsere enorm produktive Wirtschaft... verlangt, dass wir Konsum zu unserer Lebensweise machen, dass wir das Kaufen und Benutzen von Gütern zu einem Ritual machen, dass wir unsere spirituelle Zufriedenheit, die Befriedigung unseres Egos, im Konsum suchen... Wir wollen Dinge konsumieren, verbrauchen, ersetzen und wegwerfen, und das mit immer wachsender Geschwindigkeit.“

## Reaktion
The Story of Stuff wurde zum öffentlichen Diskussionsthema, vor allem nachdem The New York Times am 10. Mai 2009 eine Titelstory über das Video veröffentlichte. Schon vor dem The New York Times Artikel nannte The Sustainable Enterprise Fieldbook den Film eine erfolgreiche Darstellung der Probleme des Konsumkreislaufs, und Greyson (2008) sagte, er sei ein fesselnder Versuch, die Ideen zyklischer Wirtschaft zu vermitteln. Ralph Nader bezeichnete den Film als “a model of clarity and motivation” (Ralph Nader, deutsch: „ein Leitbild für Klarheit und Motivation“). John Passacantando, Geschäftsführer von Greenpeace, nannte ihn einen “mega-hit on three levels” (John Passacantando, deutsch: „Mega-Hit auf drei Ebenen“).
Die Dokumentation zog auch die Aufmerksamkeit rechtsorientierter Berichterstatter wie Glenn Beck auf sich, der das Video als ein “anti-capitalist tale that unfortunately has virtually no facts correct” (Glenn Beck, deutsch: „antikapitalistisches Märchen, das leider nahezu keine korrekten Fakten enthält“) bezeichnete. Beeinflusst von rechtsorientierten Stellungnahmen stimmte die Schulbehörde in Montana knapp gegen eine Ausstrahlung des Films im Unterricht. Die darauf folgende öffentliche Protestwelle führte zu einer Änderung des Regelwerks und einer Auszeichnung für die Lehrerin, die das Video in einer Biologiestunde gezeigt hatte.